# Comitato Olimpico Nazionale del Lesotho
Il Comitato Olimpico Nazionale Lesothiano (noto anche come Lesotho National Olympic Committee in inglese) è un'organizzazione sportiva lesothiana, nata nel 1971 a Maseru, Lesotho.
Rappresenta questa nazione presso il Comitato Olimpico Internazionale (CIO) dal 1972 ed ha lo scopo di curare l'organizzazione ed il potenziamento dello sport in Lesotho e, in particolare, la preparazione degli atleti lesothiani, per consentire loro la partecipazione ai Giochi olimpici. L'organizzazione è, inoltre, membro dell'Associazione dei Comitati Olimpici Nazionali d'Africa.
L'attuale presidente dell'associazione è Matlohang Moiloa-Ramoqopo, mentre la carica di segretario generale è occupata da Mofihli Leonard Makoele.